# Прокопьев, Андрей Юрьевич (историк)
Андре́й Ю́рьевич Прокопье́в (род. 15 марта 1965, Ленинград) — российский историк-медиевист, специалист по истории Германии в период позднего средневековья и раннего Нового времени. Доктор исторических наук (2006), профессор и заведующий кафедрой истории Средних веков Санкт-Петербургского университета.

## Биография
Образование получил в ЛГУ (1987), окончил кафедру истории средних веков истфака; ученик Александра Николаевича Немилова.
В 1991 году защищена кандидатская диссертация «Роль городов в политико-экономическом развитии среднеэльбского региона во второй половине XV — первой половине XVI вв.», а в 2006 г. — докторская «Иоганн Георг I (1585—1656), курфюрст Саксонии: власть и элита в конфессиональной Германии». В 1993 г. проходил научную стажировку при университете г. Тюбингена, под руководством проф. Ф. Пресса.
С 1991 года сотрудник кафедры истории Средних веков Санкт-Петербургского университета, с 2007 г. профессор. Подготовил 4 кандидатов наук. Среди учеников: Бережная Наталья Александровна и др.
Генеральный директор Фонда «Европейское наследие».
Главный редактор научного журнала Прослогион.
Проф. Ю. Е. Ивонин высказывал замечания к книге Прокопьева «Германия в эпоху религиозного раскола 1555—1648» (СПб., 2002).

## Основные работы
- Ивонина Л. И., Прокопьев А. Ю. Дипломатия Тридцатилетней войны. Смоленск, 1996. — 230 с.
- Германия в эпоху религиозного раскола. 1555—1648. — СПб.: Гуманитарная академия, 2002. — 378 с.
  - Германия в эпоху религиозного раскола. 1555—1648. — Изд. 2-е, испр. и доп. — СПб.: Издательство СПбГУ, 2008. — 481 с. ISBN 978-5-288-04779-4.
- Тридцатилетняя война под взглядом политолога // Proslogion: Проблемы социальной истории и культуры Средних веков и раннего Нового времени. 2018. Вып. 4 (1). С. 139—168.
- Тридцатилетняя война. — СПб.: Наука, 2020. — 385 с.